# Домът на Гучи
„Домът на Гучи“ е американски биографичен криминален драматичен филм от 2021 г., режисиран от Ридли Скот, базиран на книгата „Домът на Гучи: Една сензационна история за убийство, лудост, блясък и алчност“ (на англ. House of Gucci: A Sensational Story of Murder, Madness, Glamour, and Greed) на Сара Гей Фордън. Актьорският състав включва Лейди Гага в ролята на Патриция Реджани, която е осъдена за организирането на убийството на бившия ѝ съпруг и някогашен директор на модната къща Гучи – Маурицио Гучи, в чиято роля се превъплъщава актьорът Адам Драйвър. Участват още Ал Пачино, Джаред Лето, Джак Хюстън, Рийв Карни и Джеръми Айрънс.
Заснемането се състои от февруари до май 2021 г. в различни части на Италия по време на пандемията от COVID-19.
Световната премиера на филма се състои в „Одеон Лукс Лейчестър Скуеър“ в Лондон на 9 ноември 2021 г. Пуснат е във Съединените щати на 24 ноември 2021 г. от Юнайтед Артистс Релийзинг. Филмът получава смесени отзиви от критиците, които хвалят актьорския състав и сценария.

## Сюжет
Лентата проследява събитията, свързани с убийството на Маурицио Гучи (Адам Драйвър), поръчано от бившата му съпруга Патриция Реджани (Лейди Гага), както и настъпилите последици. В историята са въвлечени и други членове на фамилията Гучи - Алдо Гучи, чичо на Маурицио (в ролята: Ал Пачино), Паоло Гучи, 1-ви братовчед на Маурицио (Джаред Лето) и Родолфо Гучи, баща на Маурицио (в ролята: Джеръми Айрънс), както и дизайнерът и режисьор Том Форд (Рийв Карни).

## Актьорски състав
| Актьор               | Роля                    |
| -------------------- | ----------------------- |
| Лейди Гага           | Патриция Реджани        |
| Адам Драйвър         | Маурицио Гучи           |
| Джаред Лето          | Паоло Гучи              |
| Джеръми Айрънс       | Родолфо Гучи            |
| Салма Хайек          | Джузепина „Пина“ Ориема |
| Ал Пачино            | Алдо Гучи               |
| Джак Хюстън          | Доменико Де Соле        |
| Рийв Карни           | Том Форд                |
| Камил Котен          | Паола Франки            |
| Винсънт Риота        | Фернандо Реджани        |
| Алекса Мъри          | Силвана Реджани         |
| Миа Макгавърн Зайни  | Александра Гучи         |
| Флорънс Андрюс       | Джени Гучи              |
| Мадалина Даяна Генеа | София Лорен             |
| Йосеф Керкур         | Немир Кирдар            |
| Мехди Небу           | Саид                    |
| Милуд Мурад Бенамара | Омар                    |
| Антониело Анунциата  | Карл Лагерфелд          |
| Катрин Уокър         | Ана Уинтур              |
| Мартино Палмисано    | Ричард Аведън           |

## Продукция
През юни 2006 г. става ясно, че Ридли Скот планира създаването на филм за проблемите в династията Гучи, въпреки недоволството от страна на техните наследници. По първоначален план сценарият е дело на Андреа Берлоф, а в главните роли на Патриция и Маурицио са Анджелина Джоли и Леонардо ди Каприо. През февруари 2012 г. режисьор става дъщерята на Скот – Джордан Скот, която преговаря с Пенелопе Крус за ролята на Реджани. През ноември 2016 г. Уонг Карвай замества Джордан като режисьор, а Чарлс Рандолф се присъединява към Берлоф като сценарист. Ролята на Патриция Реджани е предложена на Марго Роби. През ноември 2019 г. Ридли Скот отново поема позицията на режисьор и избира Роберто Бентивеня за сценарист и Лейди Гага за главната женска роля.
През април 2020 г. студиото Метро-Голдуин-Майер купува правата на филма. През август същата година започват преговори с Адам Драйвър, Джаред Лето, Ал Пачино, Робърт Де Ниро, Джак Хюстън и Рийв Карни. Участието на Драйвър, Лето, Пачино и Де Ниро е потвърдено през октомври. През декември се присъединяват и Хюстън и Карни, като Де Ниро се оттегля, а Джереми Айрънс получава роля. Дариуш Волски обявява участието си в проекта през същия месец. През януари 2021 г. става ясно, че Камил Котен е получила ролята на Паола Франки.

### Снимачен процес
Снимките към филма започват през февруари 2021 г. в Рим, Италия. В началото на март екипът работи на редица локации из италианските градчета Гресоне Сен Жан и Гресоне Ла Трините, където италианските Алпи служат за декор на действие, развиващо се в швейцарския курорт Санкт Мориц. Други места, на които се осъществява снимачен процес, са Флоренция, Комо и Милано. Снимките приключват на 8 май 2021 г.

## Премиера
Световната премиера на „Домът на Гучи“ е в „Одеон Лукс Лейчестър Скуеър“ в Лондон на 9 ноември 2021 г. Пуснат е по кината в Северна Америка на 24 ноември 2021 г., а във Великобритания на 26 ноември 2021 г.

## Реакция на семейство Гучи

### Отговорът на Патриция Реджани
През януари 2021 г. Патриция Реджани споделя в интервю, че одобрява избора Лейди Гага да играе ролята ѝ във филма, добавяйки, че „тя е гений“. Няколко месеца по-късно обаче по време на друга своя медийна поява Реджани заявява, че е обидена от липсата на желание от страна на Гага да се срещне с нея. Според Реджани, „не става въпрос за пари […], става въпрос за разум и уважение“. В отговор на изказването ѝ продуцентите потвърждават, че не желаят актрисата да се среща с Реджани и не възнамеряват да „популяризират или изразяват подкрепа към ужасното ѝ престъпление“. Относно истинността на актьорската игра на Лейди Гага, от екипа уверяват, че тя е изгледала достатъчно архивни кадри, документални филми и е чела книги за живота на Реджани.

### Отговорът на семейство Гучи
Патриция Гучи, втора братовчедка на убития Маурицио, споделя през Асошиейтед Прес от името на цялото семейство, че всички са „крайно разочаровани“ от продукцията. Според нея, „[екипът] превзема идентичността на една фамилия в името на печалбата“. Тя добавя: „Семейството ни заслужава уединение. Можем да говорим за всичко, но има граница, която не бива да бъде прекрачвана“. Патриция Реджани заявява, че трите проблема, които притесняват фамилията, са: липсата на контакт с режисьора Ридли Скот, предполагаемите неточности в книгата, на която е базиран филмът, и изборът на високоплатени актьори за ролите на лица, които нямат общо с убийството. Реджани споделя, че семейството ще прецени следващия си ход, след като изгледа завършения проект.

## В България
В България филмът е пуснат по кината на 26 ноември 2021 г. от „Форум Филм България“. Преводът е на Милена Боринова.
На 9 март 2024 г. се излъчва премиерно по Кино Нова в събота от 21:00 ч. с български дублаж, направен за телевизията. Екипът се състои от:
| Пост                | Име                                                                                        |
| ------------------- | ------------------------------------------------------------------------------------------ |
| Озвучаващи артисти  | Таня Димитрова Елисавета Господинова Илиян Пенев Николай Николов Силви Стоицов Емил Емилов |
| Преводач            | Мартина Йорданова                                                                          |
| Тонрежисьор         | Лазар Йончев                                                                               |
| Режисьор на дублажа | Димитър Кръстев                                                                            |